# Falga
Falga este o comună în departamentul Haute-Garonne din sudul Franței. În 2009 avea o populație de 101 de locuitori.

## Evoluția populației
| An        | 1975 | 1982 | 1990 | 1999 | 2006 | 2009 |
| --------- | ---- | ---- | ---- | ---- | ---- | ---- |
| Populație | 57   | 60   | 73   | 79   | 98   | 101  |